# Tagen Nepomuk János
Tagen Nepomuk János (Nepomuk Johann Tagen, Esztergom, 1777. május 14. – Nagyvárad, 1838. július 8.) drivesti címzetes püspök, nagyváradi nagyprépost, kanonok és hongyűlési követ.

## Életpályája
Nagyváradon végezte a teológiát. 1800. október 28-án pappá szentelték. 1806-tól Nagyváradon dolgozott a püspöki irodában. 1807-től Zilahon működött mint esperes-plébános. 1820. december 17-én váradi kanonok lett, majd szemináriumi rektor. 1830-tól nagyprépost volt, 1834. augusztus 10-én csolti apáttá, 1836-ban drivasztói püspökké választották. 60 000 Ft-ot adott a székesegyház belsejének díszes kifestésére, egyúttal busás ajándékot hagyott mind a zilahi plébános, mind az esztergomi gimnázium számára.

## Munkája
- Quadratura circuli tandem inventa et mathematice demonstrata. Cassoviae, 1832. Két táblával.